# Embalse Martín Gonzalo
Embalse de Martín Gonzalo (Martín Gonzalo Reservoir) ist ein Stausee auf dem Gebiet von Montoro, Provinz Córdoba, Andalusien, Spanien. Er wurde 1983 (1989) errichtet, wird von der Confederación Hidrográfica del Guadalquivir betrieben. 2009 wurde eine Wasseraufbereitungsanlage errichtet, die mit Wasser aus dem See gespeist wird.